# تیواوره
تیورآ (به انگلیسی: Thiourea) با فرمول شیمیایی CH4N2S یک ترکیب شیمیایی با شناسه پاب‌کم 2723790 است. که جرم مولی آن 76.12 g/mol می‌باشد. شکل ظاهری این ترکیب، جامد سفید است.